# Casa del Estado de Nuevo Hampshire
La Casa del Estado de Nuevo Hampshire (en inglés, New Hampshire State House) es el edificio del capitolio del estado de Nuevo Hampshire. El capitolio está ubicado en Concord en 107 North Main Street, alberga a la Corte General, al Gobernador y al Consejo Ejecutivo de Nuevo Hampshire. El edificio fue construido en un bloque enmarcado por Park Street (nombrada en honor al arquitecto, Stuart James Park) al norte, Main Street al este, Capitol Street al sur y North State Street al oeste. Fue construido en 1819 en estilo neogriego.

## Construcción
Durante la Guerra de Independencia el gobierno de Nuevo Hampshire se reunió en Exeter. La Casa del Estado de Old New Hampshire en Portsmouth, que había albergado al gobierno colonial, se consideraba vulnerable a los bombardeos de la Marina británica.
La primera sesión del Tribunal General comenzó en 1819. La Casa del Estado es el capitolio estatal más antiguo en el que ambas cámaras de la legislatura se encuentran en sus cámaras originales. (La cámara actual del Senado de Massachusetts es más antigua, pero originalmente fue utilizada por la Cámara de Representantes. )

En 1814, comenzó la discusión sobre la construcción de un edificio adecuado para el capitolio del estado. El Tribunal General debatió tres ubicaciones: Concord, Hopkinton y Salisbury, que ofrecieron 7000 dólares para ser la capital. La legislatura eligió Concord como ubicación en 1816. El granito utilizado para construir el capitolio proviene de las actuales canteras de Swenson; el corte, modelado y revestimiento de la piedra fue realizado por internos de la prisión estatal. El edificio de la prisión también fue construido por Stuart Park.

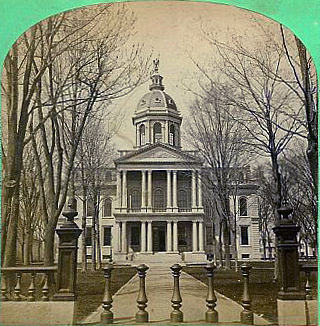
Una vista estereográfica de la Casa del Estado de Nuevo Hampshire, ca. 1875

El costo de construcción del capitolio fue de 82 000 dólares. El edificio fue diseñado y construido para albergar el Tribunal General, sus comités, el Gobernador y el Consejo, el Secretario de Estado, el Tesorero del Estado y la Biblioteca del Estado.
En 1815, el arquitecto y constructor Stuart James Park presentó una propuesta para construir una casa de gobierno de granito por 32 000 dólares, la cual se aprobó en junio del mismo año. Park había completado recientemente otrass estructuras de granito como la prisión estatal de Nuevo Hampshire, otras dos cárceles, una cárcel y esclusas para un canal de Massachusetts.
La casa estatal actual fue diseñada en 1814 y pagada por la ciudad de Concord. En 1816, los cuáqueros locales vendieron el lote donde estaba su centro de reuniones al estado de Nuevo Hampshire. La piedra angular se puso el 24 de septiembre de 1816 y la obra finalizó 1819.
El edificio fue construido al estilo neogriego con bloques de granito lisos. La entrada está cubierta por un pequeño pórtico saliente sostenido por columnas dóricas. El balcón de arriba está revestido con una balaustrada separada por columnas corintias que sostienen un frontón. Otra balaustrada recubre el borde del techo plano.
Las ventanas del primer piso son de forma rectangular, las del segundo piso son arqueadas y las del tercer piso son paneles cuadrados. Un tambor octogonal con grandes ventanales arqueados sostiene una cúpula dorada con ventanas en forma de diana y sostiene una pequeña linterna. En 1818 se levantó una estatua de una enorme águila de guerra de madera pintada en oro que miraba hacia la izquierda. En 1957, fue reemplazada por una estatua de águila de la paz a prueba de elementos que mira hacia la derecha, con el águila original entregada a la Sociedad Histórica de Nuevo Hampshire.
En 1909 un comité legislativo recomendó ampliar la Casa del Estado y renovar al edificio existente. Se aprobó el proyecto con celeridad y se contrató al estudio de arquitectura de Boston Peabody and Stearns, que ndos meses entregó los planos. Se quitó el techo abuhardillado, hizo un tercer piso construido con granito y se amplió el hacia el oeste con una adición en forma de U. También se amplió la galería de visitantes en el Salón de Representantes, lo que implicó un soporte adicional para la cúpula.
El Anexo de la Casa del Estado se construyó en 1938 y se financió en parte a través de la Administración de Progreso de Obras. En 1957, el águila de madera fue reemplazada por una escultura similar hecha de cobre. En 1942 Barry Faulkner de Keene recibió el encargo de crear cuatro paneles que representan escenas y figuras de la historia de Nuevo Hampshire.
Durante la gobernación de Meldrim Thomson Jr. (1973-1979), las luces que brillaban en la cúpula dorada de la Cámara de Representantes por la noche se apagaron para ahorrar energía. Esto causó controversia porque la cúpula iluminada había sido un símbolo informal de Concord durante muchos años. Con la ayuda de varios legisladores de Nuevo Hampshire, las luces se activaron nuevamente en los primeros días del primer mandato de Hugh Gallen como gobernador.
En 2016, la cúpula dorada se volvió a dorar con hojeado de 24 quilates, un proceso que ha ocurrido varias veces a lo largo de la historia del edificio. El proyecto de 2016 costó 2,8 millones.

## Descripción

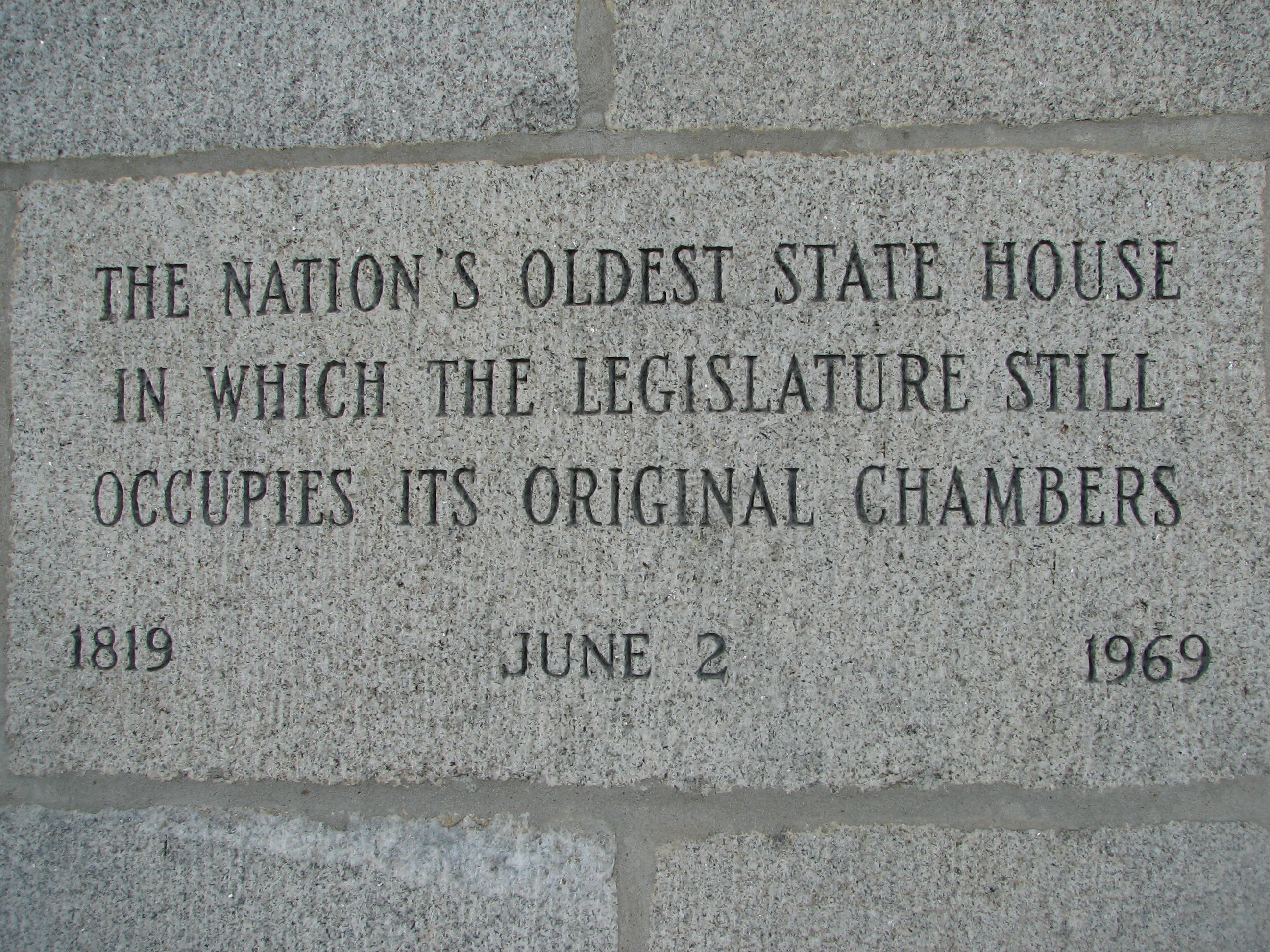
Inscripción de la Casa del Estado de New Hampshire

Los terrenos del capitolio ocupan 11 000 m² y están rodeadas por una valla de granito. Ninguna puerta impide el flujo de visitantes, ya que esta es "la casa del pueblo". La Casa del Estado de New Hampshire es la casa estatal más antigua de los Estados Unidos en la que la Cámara de Representantes y el Senado todavía se reúnen en sus cámaras originales.

### Salón Dórico
La entrada principal se abre al Salón Dórico (rebautizado como Salón de las Banderas). La sala está diseñada según el diseño de Charles Bulfinch para la Casa de Massachusetts. El salón cuenta con 107 banderas de batalla de Nuevo Hampshire que representan la Guerra de Secesión, la Guerra hispano-estadounidense, la Primera Guerra Mundial, la Segunda Guerra Mundial y la Guerra de Vietnam.

### Cámara del Senado
La Cámara del Senado está ubicada en la esquina noreste del capitolio. Alberga la cámara de 24 miembros.
Grandes ventanas arqueadas iluminan la cámara. Detrás de la tribuna hay grandes murales, arqueados como las ventanas, que representan eventos de la historia del estado. El mural de la izquierda representa el primer comienzo en Dartmouth College ; el siguiente, Daniel Webster leyendo la Constitución de los Estados Unidos; después de eso, Abbott Thayer enseñando su clase de arte; y el último, John Stark preparándose para la batalla en la Guerra de Independencia. Los murales fueron pintados por Barry Faulkner en 1942.
Grandes mesas curvas rodean la tribuna y son réplicas de originales.

### Cámara de la casa
La Cámara de la Cámara alberga el cuerpo legislativo estatal más grande de los Estados Unidos, con 400 miembros. Grandes ventanas arqueadas se alinean en las paredes. En la tribuna cuelgan retratos de John P. Hale, Abraham Lincoln, George Washington, Franklin Pierce y Daniel Webster.

## Obras de arte
Las siguientes siete estatuas o monumentos se encuentran en el terreno, instalados en varias ocasiones desde 1886 hasta 1998:
| Tema                                                 | Autor                                                      | Inauguración             | Refs.         |
| ---------------------------------------------------- | ---------------------------------------------------------- | ------------------------ | ------------- |
| Daniel Webster                                       | Thomas Ball                                                | 17 de junio de 1886      | [ 8 ]         |
| John Stark                                           | Carl Conrads (estatua), John A. Fox (pedestal)             | 23 de octubre de 1890    | [ 9 ]         |
| John Parker Hale                                     | William E. Chandler (patrocinador)                         | 3 de agosto de 1892      | [ 10 ]        |
| George H. Perkins                                    | Daniel Chester French (escultor), Henry Bacon (arquitecto) | 25 de abril de 1902      | [ 11 ]        |
| Franklin Pierce                                      | Henry Augustus Lukeman                                     | 25 de noviembre de 1914  | [ 12 ]        |
| Réplica de la campana de la libertad                 | n / A                                                      | 5 de julio de 1950       | [ 13 ] [ 14 ] |
| Monumento a los agentes del orden de Nuevo Hampshire | Emil Birch                                                 | 26 de septiembre de 1998 | [ 15 ]        |